# Cuando muere la ilusión
Cuando muere la ilusión es una película panameña de 1949, dirigida por Carlos Ruiz y Julio César Espino. Es el primer largometraje hecho en Panamá y actuado por panameños. Fue estrenada el 7 de julio de 1949 en el Teatro Presidente. Protagonizada por Elda de Icaza, Aldo García, Rosendo Ochoa, Irma Raquel Hernández y Julio César Espino.

## Elenco
- Elda Icaza - Elena
- Aldo García - Roberto
- Rosendo Ochoa - Raúl
- Irma Hernández - Raquel
- Julio César Espino- Jorge
- Cynthia Sinclair - Teresa
- Manuel Martínez - Don Manuel
- Carmencita Juan - Anita
- Gilberto González - Bartolo
- César Castillero - Manolín
- Lino Castillero - Don Camuto